# CNET

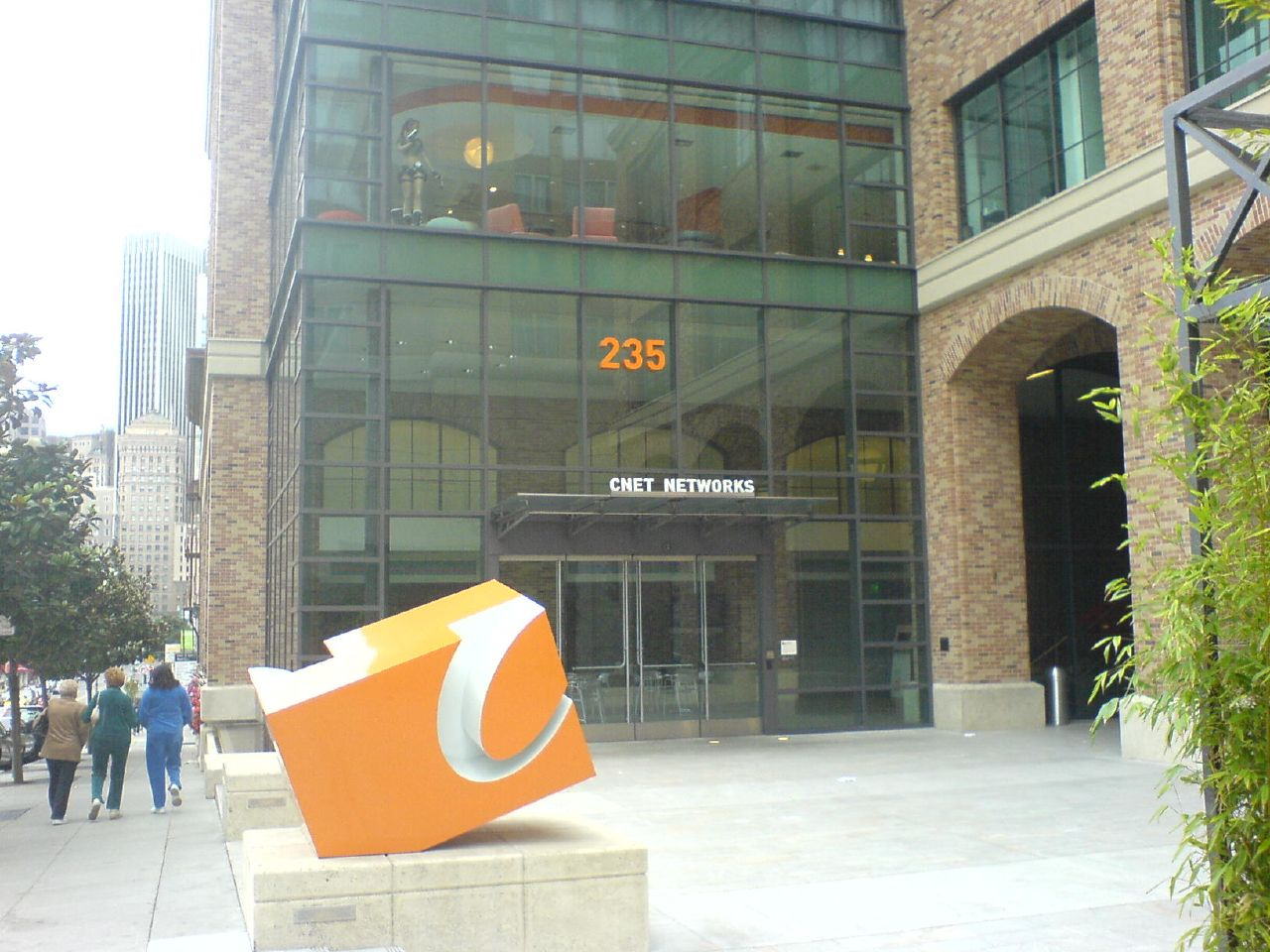
CNET:s huvudkontor i San Francisco.

CNET Networks, Inc. är ett amerikanskt medieföretag baserat i San Francisco i Kalifornien. CNET finns i tolv länder och är registrerat på NASDAQbörsen under symbolen CNET. I maj 2008 köptes CNET upp av CBS Corporation och företaget gick in i CBS Interactive.